# Tic Tac
Tic Tac е марка бонбони, произвеждана от италианската компания Ferrero. За първи път се появяват през 1969 г.
Tic Tac обикновено се продава в малки прозрачни пластмасови кутии с капак.

## История
Бонбоните са представени за първи път в Италия през 1969 г. под името Refreshing Mint по идея на предприемача Микеле Фереро. През 1970 г. името е променено на tic tac по звука, който издават.
През 90-те години са въведени „двойните опаковки“ с бонбони с два вкуса. Наличните комбинации включват мандарина и лайм, портокал и грозде, горски плодове и череша.

## Производство
35% от Tic Tac в света се произвеждат във фабриката на Ferrero в Корк, Ирландия.
Tic Tac се произвежда и в Австралия, Канада, Индия и Еквадор.